# Matanza de los españoles

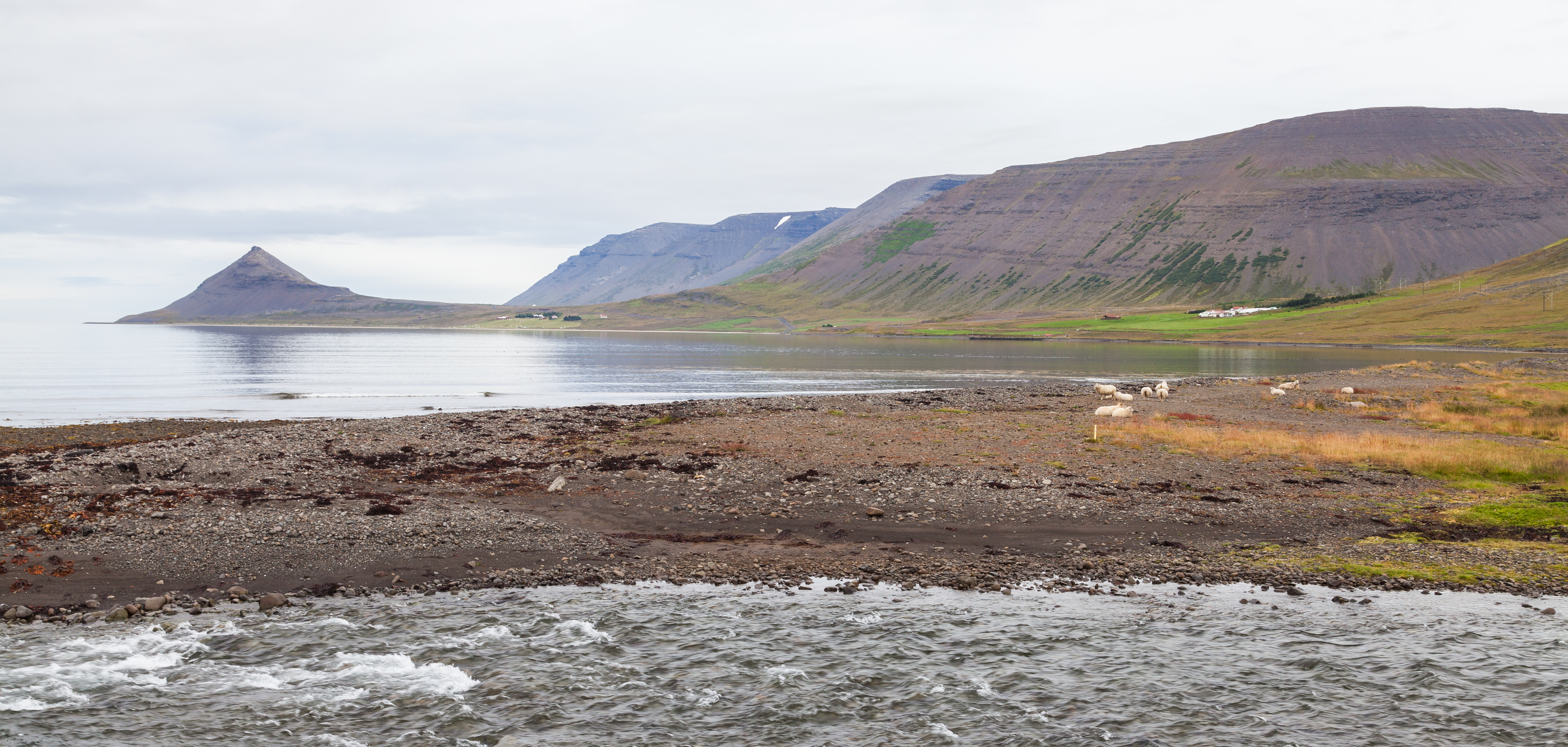
Una de las playas de la matanza

La llamada matanza de los españoles (en islandés, Spánverjavígin) fue un asesinato colectivo ocurrido en Islandia en el siglo XVII. Unos balleneros vascos llegaron en una expedición de caza hasta Islandia en 1615 y allí fueron asesinados tras conflictos con la población local de la región de Vestfirðir.

## Contexto
En la primera mitad del siglo XVI los balleneros vascos desarrollaron la primera industria ballenera a gran escala del mundo en Terranova. El centro de esta industria eran diez puertos de la costa meridional de la península del Labrador. Durante la etapa de apogeo, en las décadas de 1550 a 1570, la flota estaba formada por una treintena de barcos, tripulados por más de dos mil hombres, que capturaban unas cuatrocientas ballenas cada año. A principios del siglo XVII, la captura de ballenas por parte de marineros vascos se extendió hasta Islandia.

## La matanza de los españoles
El año 1615 fue difícil en Islandia a causa de que las costas permanecieron congeladas hasta el final del verano y se produjeron considerables pérdidas de ganado. A mediados del verano tres buques balleneros vascos llegaron a Reykjarfjörður, en Vestfirðir. Los islandeses y los vascos tenían un acuerdo mutuo por el que ambos se beneficiarían de la empresa. Cuando los barcos estuvieron listos para zarpar a finales de septiembre, se levantó un terrible vendaval y los barcos fueron empujados hasta las rocas, donde quedaron destrozados. La mayor parte de la tripulación —unos ochenta— sobrevivió. Los capitanes Pedro de Aguirre y Esteban de Tellaria pasaron el invierno en Vatneyri (Patreksfjörður) y al año siguiente se marcharon a casa. La tripulación del donostiarra  Martín de Villafranca se dividió en dos grupos: uno se dirigió a Ísafjarðardjúp y el otro a Bolungarvík y después a Þingeyri. El 17 de octubre Martín de Villafranca y los otros diecisiete miembros de su grupo fueron asesinados en Æðey y Sandeyri, en Ísafjarðardjúp.
Estas decisiones fueron instigadas por el magistrado Ari Magnússon de Ögur en octubre de 1615 y enero de 1616. Los vascos fueron considerados criminales por sus fechorías después de que sus barcos naufragaran y, según el libro de legislación islandesa de 1281, se decidió que la única opción correcta era ejecutar a tantos como fuera posible. En total 32 vascos, todos ellos guipuzcoanos, resultaron asesinados.

## Jón el Docto, su historia
Jón Guðmundsson el Docto escribió un relato crítico con los hechos, condenando la decisión del magistrado local de ordenar los asesinatos en su obra Sönn frásaga af spanskra manna skipbrotum og slagi (Un relato verdadero de los naufragios y luchas de los españoles). Jón afirma que fueron asesinados injustamente: deseando no tomar parte en los ataques, huyó a Snæfellsnes en el sur.